# Draumr Þorsteins Síðu-Hallssonar
Le Draumr Þorsteins Síðu-Hallssonar (« Rêve de Þorsteinn Síðu-Hallsson ») est un très court þáttr qui raconte comment trois femmes rendirent visite en rêve à Þorsteinn, le héros de la Þorsteins saga Síðu-Hallssonar, pour l'avertir qu'il serait bientôt assassiné. Il date de la fin du XIIIe siècle.
Trois nuits de suite, trois femmes apparurent en rêve à Þorsteinn. Ces draumkonur (« femmes de rêve »), qui sont très probablement des fylgjur, le prévinrent que son esclave Gilli, qu'il avait fait châtrer, était désireux de se venger, et lui conseillèrent de le tuer. Mais l'esclave ne put être trouvé et, le quatrième soir, il trancha la gorge de Þorsteinn.

## Source
- (fr) Le Rêve de Þorsteinn fils de Hallr du Síða. In : Régis Boyer, Les Sagas miniatures (þættir). Paris : Les Belles Lettres, 1999. (Vérité des mythes).  (ISBN 2-251-32431-3).